# ヘンリー・クリップス
ヘンリー・ジョセフ・クリップス（Henry Joseph Krips、1912年2月10日 - 1987年1月25日）は、オーストリア出身の指揮者、作曲家。

## 生涯
ウィーンの薬学博士ヨーゼフ・ヤコプ・クリップスの家に、ハインリヒ・ヨーゼフ・クリップス（Heinrich Josef Krips）として生まれる。父親はカトリックに改宗したユダヤ人だった。ウィーン音楽院とウィーン大学を卒業後、1932年に地元のブルク劇場で指揮者デビュー。1933年からインスブルック、1934年からザルツブルク、1935年から1938年までウィーン・フォルクスオーパーで指揮をした。1938年からオーストラリアに渡り、オーストラリアの映画音楽の作成をしたりピアノ伴奏の仕事を引き受けたりして糊口をしのいだ。1942年から翌年にかけてジョージ・パターソンの放送会社の音楽監督を務めた。1944年にオーストラリアに帰化し、オーストラリア放送協会所属のオーケストラ(後のシドニー交響楽団)を指揮する傍らで、自らオペラ・カンパニーを立ち上げた。1948年にパース交響楽団（後の西オーストラリア交響楽団）の首席指揮者に就任し、その翌年から南オーストラリア交響楽団の首席指揮者を兼任した。1967年からサドラーズ・ウェルズ・オペラに客演するようになり、1972年にオーストラリアのオーケストラのポストを勇退した後はロンドンを本拠に指揮活動を展開した。
1970年にMBEを受勲している。
アデレードにて没。